# Locomotiva FNM DE 510
Le locomotive DE 510 delle Ferrovie Nord Milano erano un piccolo gruppo di 2 automotori diesel da manovra.
Furono costruiti nel 1967 dal TIBB e noleggiati alle FNM per sostituire le locomotive a vapore gruppo 200 utilizzate nei servizi di manovra nella stazione di Milano Cadorna, posta in un'area urbana densamente costruita. Furono acquistati dalle FNM nel 1975, assumendo la classificazione definitiva (DE 510-01 ÷ 02) in luogo di quella originaria (DE 01 ÷ 02).
Negli anni ottanta l'immissione in servizio di treni navetta a composizione bloccata ridussero la necessità di manovre. I DE 510 furono così ritirati dal servizio; l'unità 01 fu venduta alla società di lavori ferroviari Plasser & Theurer, la 02 è conservata dall'aprile 2018 presso il Museo delle industrie e del lavoro del Saronnese.